# Parafia Świętych Apostołów Piotra i Pawła w Coober Pedy
Parafia Świętych Apostołów Piotra i Pawła w Coober Pedy – parafia rzymskokatolicka, należąca do diecezji Port Pirie, erygowana w 1965 roku.